# Agregační funkce
Agregační funkce jsou v kontextu databázových programů statistické funkce, pomocí kterých systém řízení báze dat umožňuje seskupit vybrané řádky dotazu (např. v SQL získané příkazem SELECT) a spočítat nad nimi výsledek určité aritmetické nebo statistické funkce. 

## Ukázky v různých prostředích
Agregační funkce se v SQL používají s konstrukcí GROUP BY, například:
```
SELECT department, AVG(salary) as avg_salary FROM employees GROUP BY department;
```

V Pythonu se obvykle používá balíček Pandas (který se obvykle importuje příkazem import pandas as pd), v němž agregace vypadá například takto:
```
 df.groupby('department')['salary'].agg(['mean', 'sum', 'count']) 
```

V programu SPSS se využívá příkaz AGGREGATE, například
```
 AGGREGATE
   /OUTFILE=* MODE=ADDVARIABLES
   /BREAK=department
   /avg_salary=MEAN(salary).
```

V programovacím jazyce R se agreguje nejčastěji takto: 
```
 library(dplyr)
 employees %>%
   group_by(department) %>%
   summarise(avg_salary = mean(salary))
```

## Agregace
Při výběru řádků z tabulky (nebo tabulek) relačních databází SQL dovoluje výsledné řádky seskupit (agregovat) podle zadaného sloupce nebo výrazu z nich složeného pomocí syntaktické konstrukce GROUP BY. Při použití této konstrukce lze získat i výsledek některých statistických funkcí (nejčastěji je to aritmetický průměr, minimum, maximum, složitější, tzv. populační funkce, směrodatné odchylky a variance; nebo naopak obyčejný součet či počet řádků, které byly pod každou jednotlivou hodnotou seskupeny). GROUP BY lze výjimečně vynechat, např. pro vypsání výsledku agregační funkce jednoho sloupce nad celou tabulkou.

### Vícenásobné seskupení
Databázové stroje většinou podporují i vícenásobné seskupení / seskupení podle více sloupců (nebo výrazů z nich složených). V takovém případě se názvy sloupců za klíčovým slovem GROUP BY oddělují čárkou. Sloupec (nebo výraz) uvedený jako první má nejvyšší prioritu, poslední sloupec nebo výraz má prioritu nejnižší.

### Nejčastější agregační funkce
Následující tabulka popisuje zkratky pro nejběžnější agregační funkce. Podpora těch ostatních může být závislá na konkrétním databázovém systému; taktéž zkratky se mohou lišit.
| Název   | Popis              |
| ------- | ------------------ |
| AVG()   | Aritmetický průměr |
| SUM()   | Součet             |
| COUNT() | Počet              |
| MIN()   | Minimum            |
| MAX()   | Maximum            |

- Uvnitř závorek se předpokládá použití některého z polí z tabulky, popř. hvězdička (*), reprezentující celý řádek.
- Povolené jsou také výrazy z názvů polí i literálů, interních a uživatelských funkcí.
- Naopak, většina databází jako parametr agregační funkce nepodporuje poddotazy

#### COUNT
Funkce COUNT() se od ostatních agregačních funkcí v několika věcech odlišuje:
- Zatímco ostatní svůj výsledek vrací nad specifikovanými sloupci nebo výrazy z nich, COUNT() vrací počet záznamů, které vyhovují zadané podmínce resp. seskupení, a proto je jedno, který ze sloupců má jako argument (a často se používá hvězdičková konvence).
- Výjimkou výše uvedeného bodu je případ, kdy je potřeba vrátit počet unikátních hodnot určitého sloupce použitého v tabulce. Pak se ke COUNT() přidává klíčové slovo DISTINCT:

Příklad:
```
SELECT
 
COUNT
(
DISTINCT
 
zeme
)
 
FROM
 
navstevnici
;

-- Z kolika zemí přicházejí návštěvníci?

```

- V případech, že nebyl nalezen ani jeden odpovídající řádek, COUNT() vrátí nulu (ostatní agregační funkce vrací hodnotu NULL).
- COUNT() může být v SQL voláno bez konstrukce GROUP BY. Touto výjimkou je SQL dotaz nad celou tabulkou (např. dotaz na maximální hodnotu určitého sloupce z celé tabulky), který vrací toliko jeden řádek:

```
SELECT
 
COUNT
(
*
)
 
FROM
 
zamestnanci
;

-- Vrať počet řádků v tabulce `zamestnanci`.

```

Některé databázové systémy mají počet položek svých tabulek uloženy zvlášť, takže pokud není dotaz tohoto typu nijak dále omezen (jako ve výše uvedeném příkladu), „sáhnou“ si pro výsledek do informací o tabulce a k jejímu procházení vůbec nedojde (což se pozitivně projeví na rychlosti a zátěži na paměťové médium).

### SUM
Funkce SUM() vrací sumaci vybraných řádků. Je-li jejich počet nulový, je vrácena nikoli nula, ale hodnota NULL.
Pro SUM() umožňuje řada databázových systémů použít také logické (pravdivostní) výrazy (z Booleovy algebry – např. výsledky rovnosti, nerovnosti, apod.), u kterých vrací jedničku pro „pravdu“ a nulu pro „nepravdu“. Takto lze zjistit počet řádků v tabulce, jejichž prvky splňují zadanou podmínku.

### GROUP_CONCAT
GROUP_CONCAT() je speciální agregační funkce, kterou nabízejí některé databázové systémy (mezi nimi například MySQL). Jejím výsledkem je nikoli počet ale výčet nalezených hodnot, oddělených čárkou nebo jiným oddělovačem. Pro různé číselníky apod. tak může být GROUP_CONCAT() velice užitečná – bez ní by bylo potřeba hodnoty vybrat jiným SQL dotazem, výsledek projít záznam po záznamu a hodnoty zapsat jednu za druhou do pomocné řetězcové proměnné. U příliš obsáhlých tabulek může ovšem výsledek přesahovat maximum toho, co databázový systém může vrátit, a je třeba na to dávat pozor. Jako u COUNT() i u této funkce lze GROUP_CONCAT() kombinovat s klíčovým slovem DISTINCT pro eliminaci vícekrát se vyskytujících hodnot. Navíc lze výčet seřadit (vložením klauzule ORDER BY) a též si přizpůsobit formát výpisu specifikováním jiného oddělovače než výchozí čárky (uvedeným v klauzuli SEPARATOR).
Příklad:
```
SELECT
 
student_name
,

GROUP_CONCAT
(
DISTINCT
 
test_score
 
ORDER
 
BY
 
test_score
 
DESC
 
SEPARATOR
 
' '
)

FROM
 
student

GROUP
 
BY
 
student_name
;

-- Z tabulky studentů vypíše jméno a unikátní skóre, seřazené sestupně, oddělené mezerou.

```

## HAVING
Konstrukce HAVING, za kterou následují omezující podmínky, umožňuje omezit řádky, které jsou zpracovány agregační funkcí. Je tedy možné ji použít jako náhradu za konstrukci WHERE, kde agregační funkce nejsou povoleny. Návrh SQL používá dvě různé konstrukce pro omezující podmínky podle přítomnosti agregačních funkcí proto, že agregovaný výběr se od toho běžného liší (použitím rozdílných postupů, algoritmů, výkonem, atd.). Omezující podmínky konstrukce HAVING obsahující alespoň jednu agregační funkci musejí být uvedeny až za GROUP BY.
Syntaxe HAVING:
```
SELECT
 
zeme
,
 
COUNT
(
*
)
 
AS
 
Pocet

FROM
 
zamestnanci

GROUP
 
BY
 
zeme

HAVING
 
COUNT
(
*
)
>
1

```

Časté chyby: Záměna HAVING A WHERE
Často dochází k zámeně konstrukcí HAVING a WHERE a agregační funkce je napsána do WHERE. Podívejme se na následující skript:
```
SELECT
 
zeme
,
 
COUNT
(
*
)
 
AS
 
Pocet

FROM
 
zamestnanci

WHERE
 
COUNT
(
*
)
>
1

GROUP
 
BY
 
zeme

```

Výsledkem skriptu bude chyba. Důvodem je logické zpracování dotazu (tzv. logical query prosessing), kdy je konstrukce WHERE zpracována dříve než GROUP BY. Snažíme se tedy seskupit řádky na základě agregační funkce, která ještě není spočítána.

## Agregační funkce a NULL
- Hodnota NULL je absorpční prvek pro statistické agregační funkce jako Min(), Max(), Avg(), a další. To znamená, že pokud se ve výběru, ze kterého se agregační funkce počítá, vyskytne NULL, výsledek je pak vždy NULL.
- Pro funkci Count() je důležitý počet řádků, nikoli, zdali hodnota jejího parametru nabývá NULL, vrací tedy vždy číslo.
- Agregační funkce s výjimkou Count() vracejí NULL, pokud počet řádků, které pro ně byl vybrán, je nulový.
- NULL se objevuje i na pozici agregovaného sloupce nebo výrazu v dotazu s konstrukcí GROUP BY (výraz) WITH ROLLUP, kde NULL reprezentuje všechny předtím vybrané případy dohromady